# Coll (España)
Coll es un pueblo pequeño que pertenece al municipio del Valle de Bohí, en la provincia de Lérida (Cataluña, España). Está situado a una altitud de 1180 m, desde donde puede verse en lejanía el embalse de Cardet y la localidad de Barruera. Al oeste y a orillas del río Noguera Ribagorzana se encuentra el municipio de Vilaller.

## Patrimonio
La iglesia parroquial de Santa María de la Asunción forma en la actualidad parte del cementerio. Perteneció a un antiguo monasterio benedictino. Es un templo románico del siglo XII construido con sillares bien labrados. Fue consagrada en el año 1110.